# 车晓端
车晓端（1953年—），浙江临海人，汉族，中华人民共和国政治人物、全国人民代表大会浙江地区代表。
毕业于浙江省党校工商管理专业，加入中国民主建国会。担任绍兴市人大常委会副主任。2008年起担任全国人大代表。2013年，被选为全国人大代表。